# Jörg O. Fichte
Jörg O. Fichte (* 9. August 1941) ist ein deutscher Anglist und Hochschullehrer.

## Wirken
Jörg O. Fichte studierte Komparatistik an der University of North Carolina in Chapel Hill und wurde dort 1971 promoviert. Von 1971 bis 1976 war Fichte an der University of Denver tätig, zunächst als Assistent Professor, dann als Associate Professor. Im Jahre 1976 wurde er als Nachfolger von Friedrich Schubel (1904–1991) auf eine ordentliche Professur für Englische Philologie an der Eberhard-Karls-Universität Tübingen berufen. Dort lehrte er bis zu seinem Eintritt in den Ruhestand 2007.
Die Forschungsschwerpunkte Fichtes liegen vor allem im Bereich der Mediävistik, insbesondere der Artusepik, Geoffrey Chaucer und der Literatur der Tudor-Zeit.

## Schriften (Auswahl)
- Expository voices in Medieval drama. Essays on the mode and function of dramatic exposition (= Erlanger Beiträge zur Sprach- und Kunstwissenschaft, Bd. 53). Carl, Nürnberg 1975, ISBN 3-418-00053-3 (Dissertation University of North Carolina).
- Alt- und mittelenglische Literatur. Eine Einführung (= Literaturwissenschaft im Grundstudium, Bd. 6). Narr, Tübingen 1980 (3. Aufl., zus. mit Fritz Kemmler, ISBN 3-8233-6127-9).
- Chaucer's 'art poetical'. A study in Chaucerian poetics (= Studies & texts in English, Bd. 1). Narr, Tübingen 1980, ISBN 3-87808-441-2.
- The Middle English Arthurian Verse Romance. Suggestions for the development of a literary topology. In: Deutsche Vierteljahresschrift für Literaturwissenschaft und Geistesgeschichte, Jg. 1981, S. 567–590.
- (Mit-Hrsg.): Zusammenhänge, Einflüsse, Wirkungen. Kongressakten zum ersten Symposium des Mediävistenverbandes in Tübingen, 1984. De Gruyter, Berlin 1986, ISBN 3-11-010447-4
- (Hrsg.): Chaucer's frame tales. The physical and the metaphysical (= Tübinger Beiträge zur Anglistik, Bd. 9). Narr, Tübingen 1987, ISBN 3-87808-329-7.
- (Bearb.): Geoffrey Chaucer / Die Canterbury-Erzählungen. mittelenglisch und deutsch. In dt. Prosa übertr. von Fritz Kemmler. Mit Erl. von Jörg O. Fichte. Drei Teile. Goldmann, München 1989.
- (Mit-Hrsg.): Semiotik, Rhetorik und Soziologie des Lachens. Vergleichende Studien zum Funktionswandel des Lachens vom Mittelalter zur Gegenwart. Niemeyer, Tübingen 1996, ISBN 3-484-40139-7.
- (Mit-Hrsg.): Millennial thought in America. Historical and intellectual context; 1630–1860 (= Mosaic, Bd. 15). WVT Wissenschaftsverlag Trier, Trier 2002, ISBN 3-88476-517-5.
- From Camelot to Obamalot. Essays on medieval and modern Arthurian literature. WVT Wissenschaftsverlag Trier, Trier 2010, ISBN 978-3-86821-256-3.
- (Hrsg.): Mittelenglische Artusromanzen. Sir Percyvell of Gales, The Awntyrs off Arthure, The Weddynge of Sir Gawain and Dame Ragnell (= Relectiones, Bd. 1). S. Hirzel Verlag, Stuttgart 2014, ISBN 978-3-7776-2318-4.
- (Hrsg.): Ywain and Gawain (= Relectiones, Bd. 5). S. Hirzel Verlag, Stuttgart 2017, ISBN 978-3-7776-2528-7.
- (Mit-Hrsg.): Das Streitgedicht im Mittelalter (= Relectiones, Bd. 6). S. Hirzel Verlag, Stuttgart 2019, ISBN 978-3-7776-2519-5.

Außerdem zahlreiche Aufsätze in Fachzeitschriften und Sammelbänden.